# Nephilengys papuana
Nephilengys papuana är en spindelart som beskrevs av Tord Tamerlan Teodor Thorell 1881. Nephilengys papuana ingår i släktet Nephilengys och familjen Nephilidae. Inga underarter finns listade i Catalogue of Life.